# Chelyocarpus repens
Chelyocarpus repens là loài thực vật có hoa thuộc họ Arecaceae. Loài này được F.Kahn & K.Mejia mô tả khoa học đầu tiên năm 1988.